# Urbani ekosistem
Urbani ekosistem so velemesta, mesta in mestni trakovi, ki so jih zgradili ljudje.
Rast mestnega prebivalstva in podpora gradbeni infrastrukturi je vplivala na urbano okolje in predele, ki obdajajo urbana okolja. Le ta vključujejo primestna okolja, kot tudi kmetijske in  naravne pokrajine.
Znanstveniki razvijajo načine za merjenje in razumevanje posledic urbanizacije, ki jih ima na zdravje ljudi in okolja.
Z upoštevanjem urbanih območij kot del širšega ekološkega sistema, lahko znanstveniki ugotovijo,  kako mestne pokrajine funkcionirajo in kako vplivajo na druge pokrajine s katerimi so v medsebojni interakciji. Na urbana okolja vpliva okolje iz neposredne bližine. Z upoštevanjem le tega lahko ugotovimo katere alternativne razvojne možnosti bodo najboljše za okolje.
CSE raziskava urbanega ekosistema temelji na:
- Razumevanju kako mesta delujejo kot ekološki sistem
- Razvoju trajnostnih pristopov z namenom razvoja mestnih obrobij, ki zmanjšujejo vpliv na zunanje okolje
- Razvoju pristopov k mestnemu oblikovanju, ki zagotavlja zdravje in izbiro za prebivalce

## Trenutne raziskave
- Urban sistem- razvoj novih tehnologih in zagotavljanje celostne rešitve infrastrukture z namenom zmanjšanja ekoloških sledi v Avstraliji in povečanje učinkovitosti na področju infrastrukture.

- Ustvarjanje mestnih vzdržnosti- (CSIRO.au internetna stran) CSIRO uporablja svoje tehnološko znanje, da pomaga Avstraliji izboljšati vzdržnost njenih mest.

- Urbana ekološka komisija- delovanje fundacije temelji na ozaveščanju javnosti o rastlinstvu in živalstvu v Ameriki

- Prihodnost TwinCam-a- novo partnerstvo, ki temelji na inovativnem raziskovanju, ki bo povečalo gradbene kapacitete v Campbelltown-u in Camden-u z namenom raziskovanja različnih možnosti za tveganja in prihodnjih razvojnih poti

## Poglej tudi
- Urbana ekologija